# Turquía en los Juegos Olímpicos de París 2024
Turquía estuvo representada en los Juegos Olímpicos de París 2024 por un total de 101 deportistas, 54 hombres y 47 mujeres, que compitieron en 18 deportes.
Los portadores de la bandera en la ceremonia de apertura fueron el arquero Mete Gazoz y la boxeadora Busenaz Sürmeneli.

## Medallistas
El equipo olímpico turco obtuvo las siguientes medallas:
| Nombre                                   | Deporte       | Competición        |
| ---------------------------------------- | ------------- | ------------------ |
| Oro                                      |               |                    |
| —                                        |               |                    |
| Plata                                    |               |                    |
| Buse Naz Çakıroğlu                       | Boxeo         | 50 kg F            |
| Hatice Akbaş                             | Boxeo         | 54 kg F            |
| Şevval İlayda Tarhan Yusuf Dikeç         | Tiro          | Pistola 10 m mixto |
| Bronce                                   |               |                    |
| Esra Yıldız                              | Boxeo         | 57 kg F            |
| Buse Tosun                               | Lucha libre   | 68 kg F            |
| Taha Akgül                               | Lucha libre   | 125 kg M           |
| Nafia Kuş                                | Taekwondo     | +67 kg F           |
| Mete Gazoz Ulaş Tümer Abdullah Yıldırmış | Tiro con arco | Equipo M           |